# Emilian Buzică
Emilian Buzică a fost  un senator român în legislatura 1992-1996 ales în județul Dâmbovița pe listele partidului PNTCD. Emilian Buzică a fost validat ca senator pe data de 3 septembrie 1993 când l-a înlocuit pe senatorul Tudor Gane. Emilian Buzică a decedat pe data de 10 aprilie 1996. După deces, Emilian Buzică a fost înlocuit de senatorul Irineu Popescu. În cadrul activității sale parlamentare, Emilian Buzică a inițiat o singură moțiune și o singură propunere legislativă. 